# Pat van Beirs
Pat van Beirs, né le 7 septembre 1954 à Gand (province de Flandre-Orientale), est un écrivain, scénariste, traducteur et acteur belge néerlandophone.

## Biographie
Pat van Beirs naît le 7 septembre 1954 à Gand.
Il étudie à l'École provinciale des traducteurs et interprètes de Gand.
Pat van Beirs enseigne l'anglais notamment au Collège Don Bosco de Zwijnaarde, le néerlandais ainsi que l'espagnol. Comme traducteur, il réalise l'adaptation en néerlandais de films d'animation, tels que Chicken Run, Monstres et Cie, Le Monde de Nemo. Pat van Beirs et Jean-Claude van Rijckeghem sont les auteurs de trois romans jeunesse publiés en néerlandais dont deux sont traduits en français : La Jeune Fille rebelle (2009) et Margot d'Anvers (2015) publiés aux éditions Mijade.
Il coécrit encore avec le même auteur le scénario du film Moscow, Belgium primé au festival de Cannes 2008 (Prix SACD du Festival de Cannes).
De 2008 à 2012, il s'associe à nouveau au scénariste Jean-Claude van Rijckeghem pour créer Betty et Dodge pour le dessinateur Thomas Du Caju, pour Standaard Uitgeverij. La série est traduite en français et publiée aux éditions BD Must de 2012 à 2014, elle compte 8 volumes et deux hors-série. Elle met en scène un couple pendant la Seconde Guerre mondiale qui vit une grande aventure d'amour et d'espionnage.

## Œuvres

### Albums de bande dessinée en français

#### Betty et Dodge
- 1. Meurtre à Manhattan, BD Must, Bruxelles, octobre 2012
Scénario : Jean-Claude van Rijckeghem et Pat van Beirs - Dessin et couleurs : Thomas Du Caju -  (ISBN 978-2-87535-100-5)
- 2. Crash au Québec, BD Must, Bruxelles, octobre 2012
Scénario : Jean-Claude van Rijckeghem et Pat van Beirs - Dessin et couleurs : Thomas Du Caju -  (ISBN 978-2-87535-101-2)
- 3. Otage au Kent, BD Must, Bruxelles, octobre 2012
Scénario : Jean-Claude van Rijckeghem et Pat van Beirs - Dessin et couleurs : Thomas Du Caju -  (ISBN 978-2-87535-102-9)
- 4. Attentat en Angleterre[8], BD Must, Bruxelles, octobre 2013
Scénario : Jean-Claude van Rijckeghem et Pat van Beirs - Dessin et couleurs : Thomas Du Caju -  (ISBN 978-2-87535-137-1)
- 5. Disparition à Madrid[9], BD Must, Bruxelles, octobre 2013
Scénario : Jean-Claude van Rijckeghem et Pat van Beirs - Dessin et couleurs : Thomas Du Caju -  (ISBN 978-2-87535-138-8)
- 6. Trahison dans les Pyrénées[9], BD Must, Bruxelles, octobre 2013
Scénario : Jean-Claude van Rijckeghem et Pat van Beirs - Dessin et couleurs : Thomas Du Caju -  (ISBN 978-2-87535-139-5)
- 7. Piège à Venise, BD Must, Bruxelles, octobre 2014
Scénario : Jean-Claude van Rijckeghem et Pat van Beirs - Dessin et couleurs : Thomas Du Caju -  (ISBN 978-2-87535-050-3)
- 8. Voir Berlin et mourir[10], BD Must, Bruxelles, octobre 2014
Scénario : Jean-Claude van Rijckeghem et Pat van Beirs - Dessin et couleurs : Thomas Du Caju -  (ISBN 978-2-87535-051-0)

#### Hors série
- 1. L'Aventure rencontre l'histoire, BD Must, Bruxelles, octobre 2012
Scénario : Jean-Claude van Rijckeghem et Pat van Beirs - Dessin et couleurs : Thomas Du Caju -  (ISBN 978-2-87535-107-4)
- 2. Dossier illustré, BD Must, Bruxelles, octobre 2013
Scénario : Jean-Claude van Rijckeghem et Pat van Beirs - Dessin et couleurs : Thomas Du Caju -  (ISBN 978-2-87535-140-1)

#### Livres jeunesse
- Jean-Claude van Rijckeghem, La Jeune Fille rebelle, Namur, Mijade, septembre 2009 (ISBN 9782874230509)roman jeunesse
- Jean-Claude van Rijckeghem, Margot d’Anvers, Namur, Mijade, mai 2015 (ISBN 978-2-87423-085-1)roman jeunesse historique

### Filmographie
liste sélective
- 2002 : Science Fiction[11] comme acteur
- 2007 : Pas sérieux s'abstenir[12] comme acteur
- 2008 : Moscow, Belgium[13] comme scénariste avec Jean-Claude van Rijckeghem
- 2012 : Brasserie romantique[14] comme scénariste avec Jean-Claude van Rijckeghem.

## Prix et distinctions
- 2008 :  Prix SACD du Festival de Cannes pour Moscow, Belgium partagé avec Jean-Claude van Rijckeghem[15].

#### Livres
: document utilisé comme source pour la rédaction de cet article.
- Philippe Mellot, Michel Denni, Laurent Turpin et Isabelle Morzadec, Trésors de la bande dessinée : BDM 2023-2024 - Catalogue encyclopédique et Argus, Paris, Les Arènes, novembre 2022, 23e éd., 1677 p., ill. ; 23 cm (ISBN 9791037507280, OCLC 1351462460, présentation en ligne), p. 154. .